# Richard Attwood
Richard J. D. "Dick" Attwood, född 4 april 1940 i Wolverhampton, är en brittisk racerförare.

## Racingkarriär
Attwood, som var son till en bilhandlare, började tävla i racing 1960 i en Triumph TR3. Han blev internationellt känd genom att vinna Formel Junior-loppet i Monaco 1963 i en Lola. Året efter nådde han vissa framgångar i formel 2 i och med segern på Flughafen Aspern i Österrike. Han tävlade under året även i sportvagnsracing i en Ford GT40.
Attwood skulle debuterat i formel 1 i en fyrhjulsdriven BRM P67 i Storbritannien 1964 men han drog sig tillbaka före start. Säsongen 1965 körde han för Reg Parnell och kom då som bäst sexa i Italien och Mexiko. Säsongen 1967 körde han bara i Kanada, men då för Cooper. Säsongen 1968 fick Attwood köra för BRM-stallet i stället för Mike Spence, som omkommit under testning på Indianapolis Motor Speedway. Höjdpunkten för Attwood blev hans andraplats och snabbaste varv i Monaco. Därefter gick det markant sämre och han fick sparken. Attwood avslutade sin formel 1-karriär i Monaco 1969 för Lotus där han ersatte Jochen Rindt, som skadat sig i loppet innan, och slutade på fjärde plats.
Attwood vann därefter Le Mans 24-timmars i en Porsche 917 tillsammans med Hans Herrmann 1970. Han slutade tävla i racing 1971.

## F1-karriär

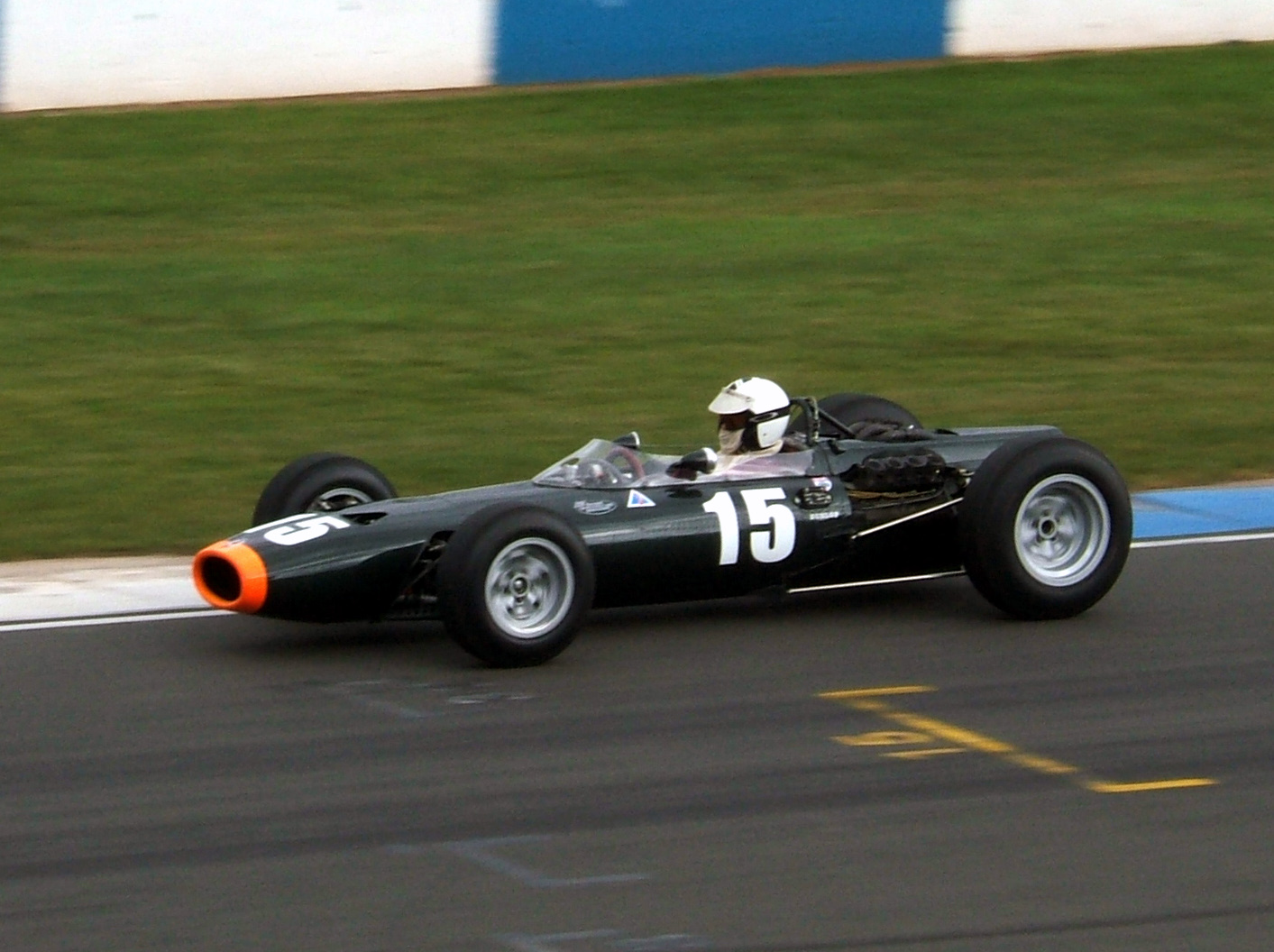
Richard Attwood i en BRM P261 på Donington Park 2007

| Säsong | Stall/Tillverkare       | Poäng | Placering |
| ------ | ----------------------- | ----- | --------- |
| 1964   | BRM                     | 0     | –         |
| 1965   | Reg Parnell (Lotus-BRM) | 2     | 16        |
| 1967   | Cooper-Maserati         | 0     | –         |
| 1968   | BRM                     | 6     | 13        |
| 1969   | Lotus-Ford              | 3     | 13        |

| 1. Monaco 1968 | 1. Monaco 1968 |